# Bukhungustadion
Het Bukhungustadion is een multifunctioneel stadion in Kakamega, een stad in het westen van Kenia. Het stadion wordt vooral gebruikt voor voetbalwedstrijden. De voetbalclub Western Stima F.C. maakt gebruik van dit stadion. Er is plaats voor 5.000 toeschouwers. In 2017 wordt ook gebruik gemaakt van dit stadion voor het toernooi om CECAFA Cup van dat jaar.